# Hypocera flavipennis
Hypocera flavipennis är en tvåvingeart som först beskrevs av Günther Enderlein 1924.  Hypocera flavipennis ingår i släktet Hypocera och familjen puckelflugor. Inga underarter finns listade i Catalogue of Life.